# Colletes niger
Colletes niger là một loài Hymenoptera trong họ Colletidae. Loài này được Swenk mô tả khoa học năm 1904.